# Lin Yilin
Dans ce nom chinois, le nom de famille, Lin, précède le nom personnel Yilin.
Lin Yilin (en chinois : 林一林 ; né à Guangzhou en 1964) est un artiste contemporain chinois.

## Biographie
Lin Yilin est né à Guangzhou (également appelée Canton), capitale de la province de Guangdong en Chine en 1964. Il étudie la sculpture à la Guangzhou Academy of Fine Arts et en sort diplômé en 1987. Son travail est en général spécifique au lieu de sa performance,.
Il était un membre principal et le cofondateur du Big Tail Elephant Group, un collectif d'artistes basé à Guangzhou avec un intérêt pour le développement urbain, créé en 1990. Son travail de cette époque vise à répondre à l'urbanisation rapide et à la croissance économique observées en Chine au cours des années 1990. Il a utilisé des briques comme motif et objet sculptural pour mieux faire ressortir ces thèmes. L'une de ses œuvres la plus notable de cette époque est Safely Maneuvering across Linhe Road (1995) dans laquelle il a déplacé un mur de blocs de béton à travers une rue animée de Guangzhou, interrompant la circulation,.
En 2001, Lin s'installe à New York. Son intérêt pour la mondialisation s'étend au-delà de la Chine. Son œuvre en trois parties Monad, commandée pour la collection permanente du Musée Solomon R. Guggenheim, permet au public, grâce à la réalité virtuelle, de représenter le joueur de la NBA Jeremy Lin.
Lin Yilin partage son temps entre New York et Pékin.

## Œuvres
- Our Future, 2002, installation (Ullens Center for Contemporary Art de Pékin)
- Monad, 2018 (Musée Solomon R. Guggenheim)